# Clemens von Zimmermann

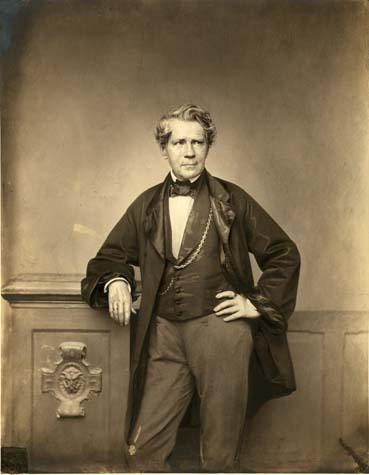
Clemens Zimmermann

Clemens von Zimmermann; (Duseldorf, 8 de noviembre de 1788-Múnich, 25 de enero de 1869) fue un pintor histórico alemán. Es asociado a la Escuela pictórica de Düsseldorf.

## Vida y obra
En el otoño de 1804, von Zimmerman se inscribió como estudiante en la Academia de Bellas Artes de Düsseldorf; sin embargo, dos años después, se cambió junto a su profesor Johann Peter von Langer a la Academia de Bellas Artes de Múnich. 
En 1815 se le confió a Zimmermann la dirección de la escuela de Bellas Artes de Augsburgo. El año siguiente realizó un extenso viaje de estudios por toda Italia. En 1825 fue nombrado catedrático de la Real Academia de Bellas Artes de Múnich. 

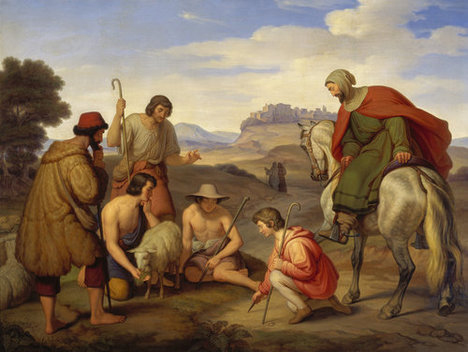
Clemens Zimmermann

Como asesor artístico, Zimmermann estuvo involucrado en muchas decisiones del rey bávaro Luis I, pero también trabajó como pintor. Junto con sus colegas Gottlieb Gassen, Johann Georg Hiltensperger y Eugen Napoleon Neureuther, decoró los frescos en el pasillo de la Pinacoteca Antigua de Múnich con diseños de Peter von Cornelius. Este trabajo lo realizó durante casi diez años.
En 1846 von Zimmermann se convirtió en director de la Königl. Bayerischen Zentralgalerie, ocupando este puesto hasta 1865. Luego renunció gradualmente  y se retiró a la vida privada. A la edad de 80 años, Clemens von Zimmermann murió el 25 de enero de 1869 en Múnich.
También fue miembro de la Asociación de Arte Cristiano de Múnich fundada en 1860. Su tumba  (junto con la de Carl Rottmann y Friedrich Ludwig von Sckell) se encuentra en el Alten Südlichen Friedhof en Múnich.